# Piobesi d’Alba
Piobesi d’Alba (piemontesisch Piobs oder Pióbes) ist eine Gemeinde in der italienischen Provinz Cuneo (CN), Region Piemont.

## Lage und Einwohner
Piobesi d’Alba liegt 60 km nordöstlich von der Provinzhauptstadt Cuneo in der Weinregion Roero. Das Gemeindegebiet umfasst eine Fläche von 4,03 km² und hat 1442 Einwohner (Stand 31. Dezember 2023). Zur Gemeinde zählt auch die Fraktion (Frazioni) Bricco.
Die Nachbargemeinden sind Alba, Corneliano d’Alba und Guarene.

## Geschichte

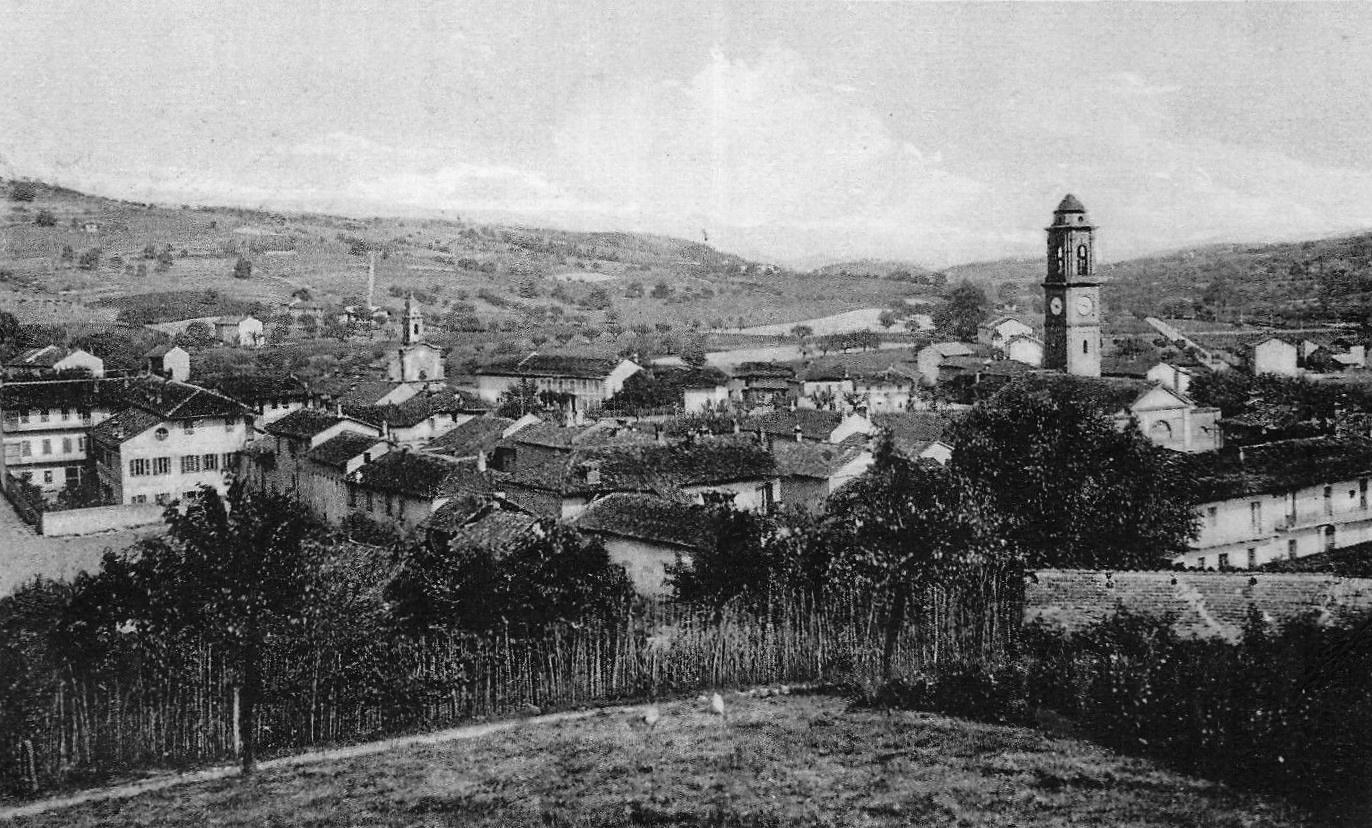
Ansicht von Piobesi d'Alba Anfang des 20. Jahrhunderts

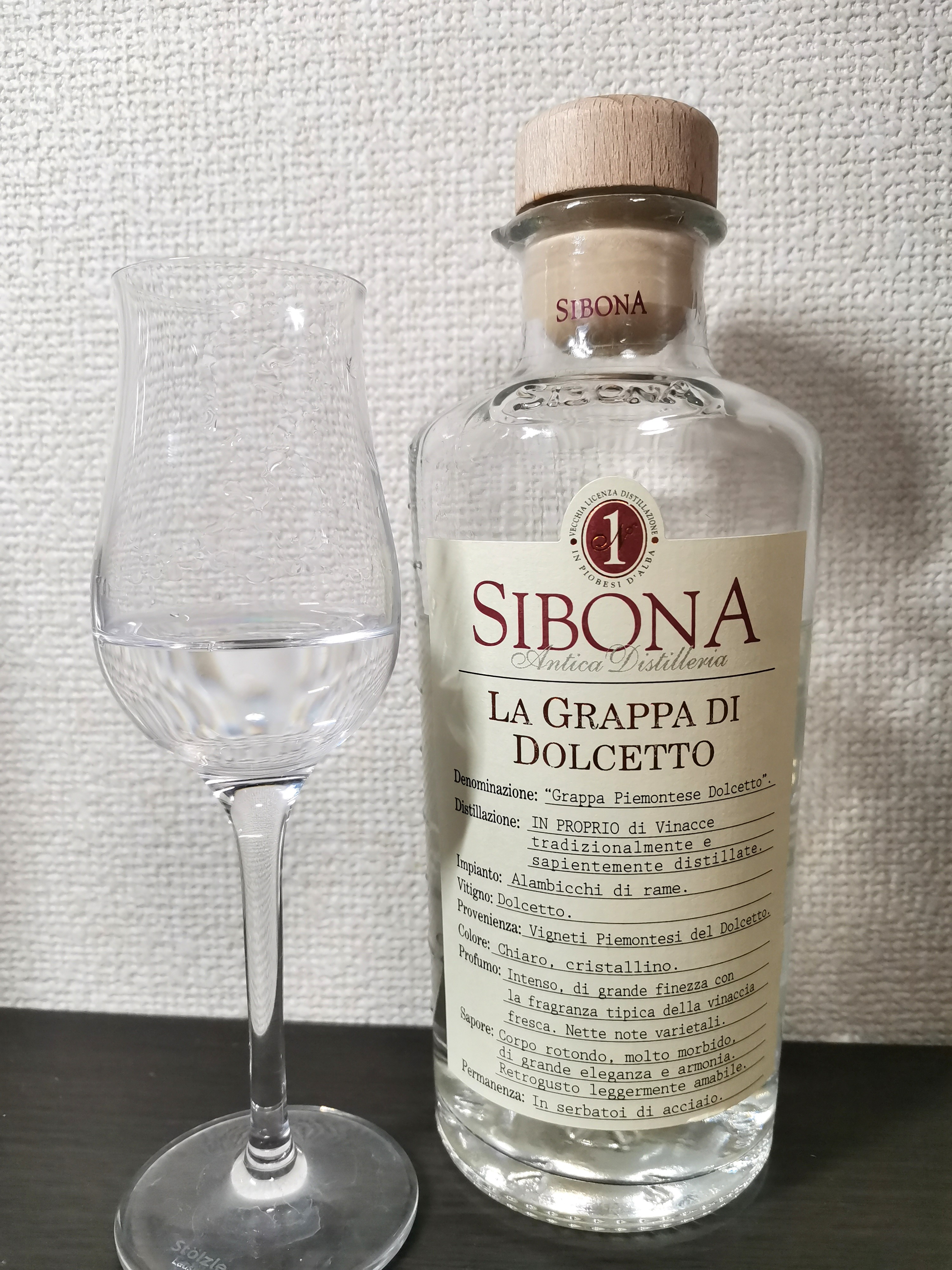
Produkt der Antica Distilleria Sibona

Die Etymologie des Toponyms wird viel diskutiert. Nach Angaben lokaler Historiker könnte es auf die GENS PUBLICIA oder POPULUS, verstanden als „Pappel“, zurückgeführt werden, an der es in der Gegend wohl reich gewesen sein könnte. Nach Ansicht einiger Gelehrter könnte es jedoch mit PIBLICUS in Verbindung gebracht werden, d. h. „Länder der öffentlichen Landschaft, der kaiserlichen Steuer“, ein Beweis für die Bedingungen der piemontesischen Landschaft in der Römerzeit. Die mittelalterliche Dokumentation schließlich berichtet von „Publicis“, der am weitesten verbreiteten Form überhaupt.
Es gibt nur wenige historische Informationen über die frühen Ereignisse des Dorfes und seine Ursprünge. Es ist bekannt, dass sich in der Römerzeit zwei wichtige Straßen in seinem Gebiet kreuzten, die von Asti nach Pollenzo und die zweite von Alba über Turin nach Corneliano, und diese Tatsache begünstigte die Geburt eines „Locus“.
Im Jahr 901 wurde es der Pfarrkirche San Pietro unterworfen, die genau an der Kreuzung der beiden alten Routen erbaut wurde. Im 13. Jahrhundert war es im Besitz der Familie de Brayda, die den Ort für den Bischof von Asti innehatte. Diesen wurde das Lehen entzogen, das 1303 an die Familie zurückgegeben, mit dem von Corneliano vereinigt und 1307 erneut geteilt wurde. Auf dem Hügel entstand eine Burg, die der Familie de Brayda gehörte, aber von der Familie de Baldissero bewohnt wurde Am Ende des 14. Jahrhunderts wurde das Anwesen den Malabaila verweigert, die es 1349 mit der Hälfte der Herrschaft erworben hatten. Ein Teil wurde dann 1461 an die Damianos verkauft, die dort bis zum Beginn des 16. Jahrhunderts residierten. Die andere Hälfte des Lehens, das der Familie de Brayda entzogen worden war, wurde 1379 vom Bischof an die Familie Roero übertragen, die auf dem Hügel innerhalb der Mauern der schon seit einiger Zeit bestehenden Burg eine weitere erbauen ließ. ohne jedoch jemals dort zu wohnen. Ab dem 17. Jahrhundert verfielen die beiden Burgen.

## Sehenswürdigkeiten
- Die Pfarrkirche San Pietro in Vincoli, die Ende des 19. Jahrhunderts wieder aufgebaut wurde und die Widmung, Ausrichtung und Lage der alten Pfarrkirche beibehält.
- Die Kirche San Rocco mit wunderschönen barocken Formen, Sitz der Bruderschaft der Disciplinanti.
- Die Kirche Santa Maria, erwähnt seit 1503.

## Kulinarische Spezialitäten
Die Gemeinde liegt in der Region Roero und die Rebflächen sind im Wein gleichen Namens zugelassen. Piobesi ist ein landwirtschaftliches Zentrum und eines der Produktionszentren der Weine Barbera d'Alba und Roero.
Im Jahr 1900 wurde in Piobesi die Antica Distilleria Sibona gegründet. Die Firma produziert hauptsächlich Grappa, Whiskey und Gin. Bis 2001 befand sich der Hauptsitz des Süßwarenunternehmens Nutkao in Piobesi.